# Cristian Chivu
Cristian Eugen Chivu, né le 26 octobre 1980 à Reșița, est un footballeur  international roumain qui évoluait au poste d'arrière central.
Le 6 juin 2025, Chivu devient le nouvel entraîneur de l'Inter Milan.

## Biographie

### En club

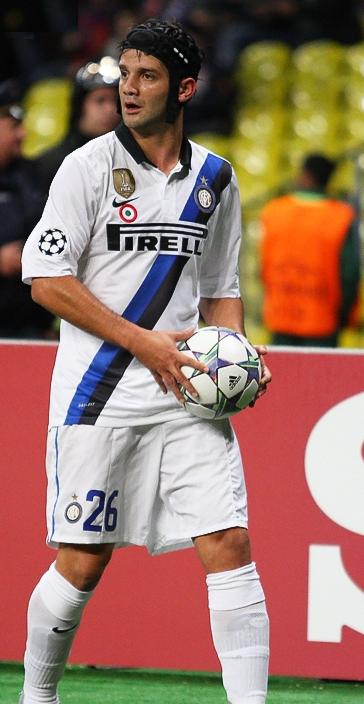
Chivu sous le maillot de l'Inter Milan en 2011.

Capitaine de l'équipe nationale roumaine, c'est à l'Ajax Amsterdam qu'il se découvre et c'est à l'AS Rome qu'il « explose », devenant l'un des meilleurs joueurs du monde à son poste. Polyvalent, il peut aussi évoluer sur le flanc gauche de la défense.
Son transfert à l'Inter Milan (16 millions d'euros) est intervenu après presque deux mois de négociations. Le joueur était en effet très courtisé par le Real et le Barça, mais lui voulait jouer pour l'Inter, préférant la Serie A à la Liga.
Lors d'un match contre le Chievo Vérone le 6 janvier 2010, il a été victime d'une fracture du crâne dans un choc involontaire tête contre tête avec l'attaquant du Chievo Sergio Pellissier. Depuis cette blessure, Chivu est contraint de jouer les matchs avec un casque.
En mai 2011, il décide de prendre sa retraite internationale en raison de son âge et des blessures dont il a été victime ces derniers temps.
Cristian Chivu décide de mettre fin à sa carrière le 31 mars 2014. Le défenseur de l'Inter Milan ne s'est jamais remis d'une luxation de l'orteil, intervenue en août 2012 durant un match face au Hajduk Split, malgré deux interventions chirurgicales.

### En équipe nationale

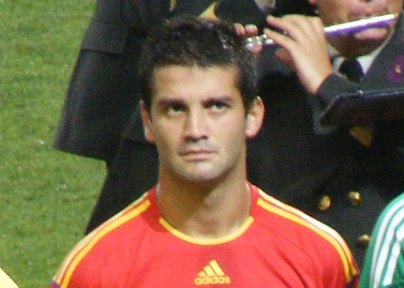
Chivu en équipe nationale (2010)

Cristian Chivu dispute deux compétitions internationales avec la Roumanie. D'abord, l'Euro 2000, compétition dans laquelle il inscrit un but lors de la victoire 3-2 face à l'Angleterre et participe à l'épopée de la Roumanie en 1/4e de finales. Puis à l'Euro 2008, tournoi dans lequel la Roumanie sort dès le premier tour. 

## Palmarès

### Joueur
| Ajax Amsterdam (3) | AS Rome (1) | Inter Milan (9) |
| --- | --- | --- |
| - Eredivisie (1) : - Champion : 2001-2002. - Vice-champion : 2002-2003. - Coupe des Pays-Bas (1) : - Vainqueur : 2001-2002. - Supercoupe des Pays-Bas (1) : - Vainqueur : 2002. | - Serie A : - Vice-champion : 2003-2004, 2005-2006 et 2006-2007. - Coupe d'Italie (1) : - Vainqueur : 2006-2007. - Finaliste : 2004-2005 et 2005-2006. - Supercoupe d'Italie : - Finaliste : 2006. | - Serie A (3) : - Champion : 2007-2008, 2008-2009 et 2009-2010. - Vice-champion : 2010-2011. - Coupe d'Italie (2) : - Vainqueur : 2009-2010 et 2010-2011. - Finaliste : 2008. - Supercoupe d'Italie (2) : - Vainqueur : 2008 et 2010. - Finaliste : 2007. - Ligue des champions (1) : - Vainqueur : 2009-2010. - Coupe du monde des clubs (1) : - Vainqueur : 2010. - Supercoupe de l'UEFA : - Finaliste : 2010. |

### Entraîneur
| Inter Milan (espoirs)                                          |
| -------------------------------------------------------------- |
| - Championnat d'Italie Primavera (1) : - Champion : 2021-2022. |

### Distinctions personnelles
- Élu Footballeur de l'année aux Pays-Bas en 2002.
- Nommé dans l'équipe type de l'année UEFA en 2002.
- Footballeur roumain de l'année en 2002, 2009 et 2010.